# Јован Субботић
Јован Субботић (у многим изворима наведен као Суботић; Добринци, 30. јануар/11. фебруар 1817 — Земун, 16/28. јануар 1886) био је српски адвокат, песник и политичар.

## Биографија
Јован се родио на празник Св. Три Јерарха, 30. јануара 1819. године у селу Добринци у Срему, од родитеља Јоакима (Аћима) и Саре. Отац Јоаким је био тамошњи православни свештеник. После завршене гимназије у Сремским Карловцима, завршио је филозофски факултет у Сегедину, а студије права је наставио у Пешти. На пештанском универзитету је прво докторирао на филозофији 1836. године, а затим 1840. године и на праву. Године ратне 1848. био је предавач (са Правног факултета) на зимском течају правника. Бавећи се адвокатуром у Пешти од 1841. године, он је од 1842. године до 1847. године уређивао "Летопис Матице српске", који је тада тамо излазио. У "Српском летопису" је 1834. године започео свој књижевни рад, према којем је имао велики афинитет. Објавио је тада своје три прве песме: "Блажени живот", "Живот пољски" и "Растанак".
Револуционарне 1848. године био је иницијатор и председник "скупштине" Срба у Пешти, која је имала задатак да с обзиром на опште политичке прилике у Аустрији, формулише српске захтеве. Скуп је одржан у здању Текелијиног завода, а повод за окупљање је био велики мартовски годишњи пештански вашар, на којем се нашло Срба из 83 српске општине. Исте године, учествовао је као пештански заступник на мајској скупштини у Сремским Карловцима, на којој је установљена Карловачка патријаршија и митрополит Јосиф Рајачић. На црквено-народној скупштини у Карловцима изабран је у Главни одбор српског покрета. Као одборник истог, послат је на Свесловенски конгрес у Прагу, где је остао до краја рата. У Прагу је обављао дужност секретара Српског одељка. И после грађанског рата у Угарској, вратио се у Пешту, где је био и даље уредник матичиног Летописа, током 1850-1853. године.
Симболично улази у политички живот 1860. године, када са објављивањем "Октобарске дипломе" (о правима народа) он први на својој кући у Новом Саду истиче српску заставу. Већ 1861. године изабран је за првог Србина, поджупана обновљене Сремске жупаније. Као предводник српских самосталаца учествовао је у раду хрватског сабора. Као политичар умерено либералних схватања, истакао се иступањима у заједничком Угарском сабору, где је био близак идејама Светозара Милетића. Издавао је и уређивао напредни српски лист "Народ" (1870—1873) у Новом Саду, у духу Милетићевог политичког "народњаштва". Био је један од признатих народњачких вођа током политичких борби (између српских интересних група) на црквено-народном сабору у Карловцима 1879-1881. године.
У Загреб 1862. године долази након избора за члана највишег Земаљског суда "Троједнице" (Хрватске) тзв. "стола седморице". У Хрватској ради на повезивању Срба и Хрвата. У Хрватски сабор улази 1865. године, као председник Народне самосталне странке и заузима у њему значајно место, као потпредседник сабора. Одлази по позиву маја 1867. године на Етнолошку изложбу у Русију, а то му по повратку буде узето за "зло". Исте године у јесен га нови бан Раух као "неповерљивог" смењује, а ускраћено му је и право да отвори адвокатску канцеларију у Осијеку и није могао да рачуна на државну пензију. Предводио је Српску самосталну странку у хрватском сабору све док се иста није разјединила.
За време боравка у Загребу, као драмски писац био је постављен за управитеља Земаљског казалишта, где је успешно сарађивао са позоришним реформатором, писцем и глумцем Јосипом Фројденрајхом. О тој сарадњи оставио је драгоцена сведочанства у својој "Автобиографија", коју је издала Матица српска у Новом Саду. Књижевно стваралаштво започео је лирским песништвом романтичне инспирације, а више успеха је показао у драмама са национално-историјском тематиком какве су „Херцег-Владислав“, „Немања“, „Милош Обилић“ и „Звонимир“. Оне су му донеле популарност какву је код Срба имао још једино Стерија Поповић. Суботић је посебну пажњу обраћао на чистоту сценског говора. Говорећи о језику којим се говорило на бини у Загребу и Новом Саду, он у "Автобиографији" каже: „Не може се потпуно уживати ни тамо ни овде, али се даје гледати и оно што дају на загребачкој позорници и оно што се представља од Новосадског народног друштва ".
У Нови Сад је прешао "силом прилика" 1868. године, где се бавио адвокатуром. Водио је те године у Новом Саду политичку борбу за позиције у граду, предводећи Српску народну странку са Милетићем. Ту је 1868. године био биран за председника Матице српске и начелника „Друштва за Српско народно позориште“. Својим деловањем је успешно повезивао српске и хрватске културне и политичке центре као што су Нови Сад, Загреб, Осијек и Београд, где је, такође, боравио неко време.
У Илоку је на изборима за Сабор у Загребу, као осјечки адвокат, изабран са 150 гласова, 28. августа 1878. Противкандидат Ливије Доброшевић је добио само 30 гласова. У Илоку је за народног заступника изабран и 1881.

## Породица
Дана 1. маја 1851. године, ступио је у брак са Савком Полит Десанчић, сестром познатог политичара, новинара и књижевника Михаила Полит-Десанчића. Имали су седморо деце: Дејана, Жарка, Виду, Верицу, Војислава, Бранислава и Озрена. Жарко и Вида, умрли су као деца. Син Дејан Суботић био је пуковник у руском генерал-штабу, а други син, др Војислав Суботић, био је водећи српски хирург с краја 19. и почетка 20. века, и један од оснивача Медицинског факултета у Београду. Лазар Томановић наводи податке да је ћерка Јована Суботића удата за трговца Јована Барака (то је била Еуфемија, Суботићева ћерка из првог брака), а Бранислав је био хусарски кадет. Јован Суботић је писао песме посвећене умрлој ћерки Видосави. 

## Стваралаштво
Сматра се највећим полиграфом међу писцима свог доба. Писао је лирске песме, класицистичке оде и елегије, херојске песме, романтичне епове, сентименталне приповетке, критике, радове из теорије и историје књижевности, чланке разне садржине, огледао се у роману, написао опсежну аутобиографију, састављао, уз то, чланке антологије, школске уџбенике, два пута био уредник Српског летописа. Од 1861. године до краја живота учествује у политичком животу Угарске, нарочито Хрватске и Војводине. Шездесетих година, у доба цветања романтичне драме, он је један од њених најплоднијих представника. Песме су му под јаким утицајем народне поезије. Године 1838. штампао је спев „Потопљена Пешта“, од чијег прихода од продаје су имали добити пострадале српске цркве на Чепељској ади. Песничка слава му је опала одмах после појаве Бранка Радичевића. Као драмски писац узимао је предмете из новије српске и хрватске историје, али ни драме му се нису могле одржати поред дела Јована Стерије Поповића и Лазе Костића. У своје време слављен је његов романтични еп „Краљ Дечански“ (1846). Пред крај живота, у доба доминације прозе, написао је роман „Калуђер“ (1881).
Суботићево велико дело "Српска граматика" остало је у рукопису, иако је 1845. године добио за њега награду Матице српске.
У Музеју града Београда налази се легат Јована Суботића, који је музеју даровао његов унук, Иван В. Суботић.

### Дела
- Лира Јована Суботића (песме, 1837)
- Потопљена Пешта (1838)
- Увјенчана Надежда (драматизована алегорија, 1838)
- Суботић, Јован (1839). „Неке мысли о союзу кньижевном Славена на югу и тога союза имену”. Новый Сербскіи Лѣтописъ. 13 (48): 93—124.
- Босиље (лирске песме и баладе, 1843)
- Наука о српском стихотворенију (1843)
- Краљ Дечански (еп, 1846) и ново издање (1860)
- Песме лирске (1857)
- Песме епске (1859)
- Херцег Владислав (1862)
- Немања (драма, 1863)
- Звонимир (драма, 1868)
- Прехвала (трагедија, 1868)
- Милош Обилић (трагедија, 1869)
- Бодин (драма, 1869)
- Епилог (1864)
- Апотеоза Јелачића Бана (1866)
- Приповетке (1873)
- Калуђер (роман, 1881)

Једна мала улица у београдском насељу Душановац која избија на Душановачки мост носи његово име, као и улице у Новом Саду, Зрењанину, Руми и Земуну.

## Галерија
- Насловна страна читанке Цветник србске словесности (1853)
- Насловна страна збирке лирске поезије Песне лирске (1858)
- Насловна страна Песама епских (1859)
- Насловна страна драме Звонимир краљ хрватски (1862)